# Michelino da Besozzo

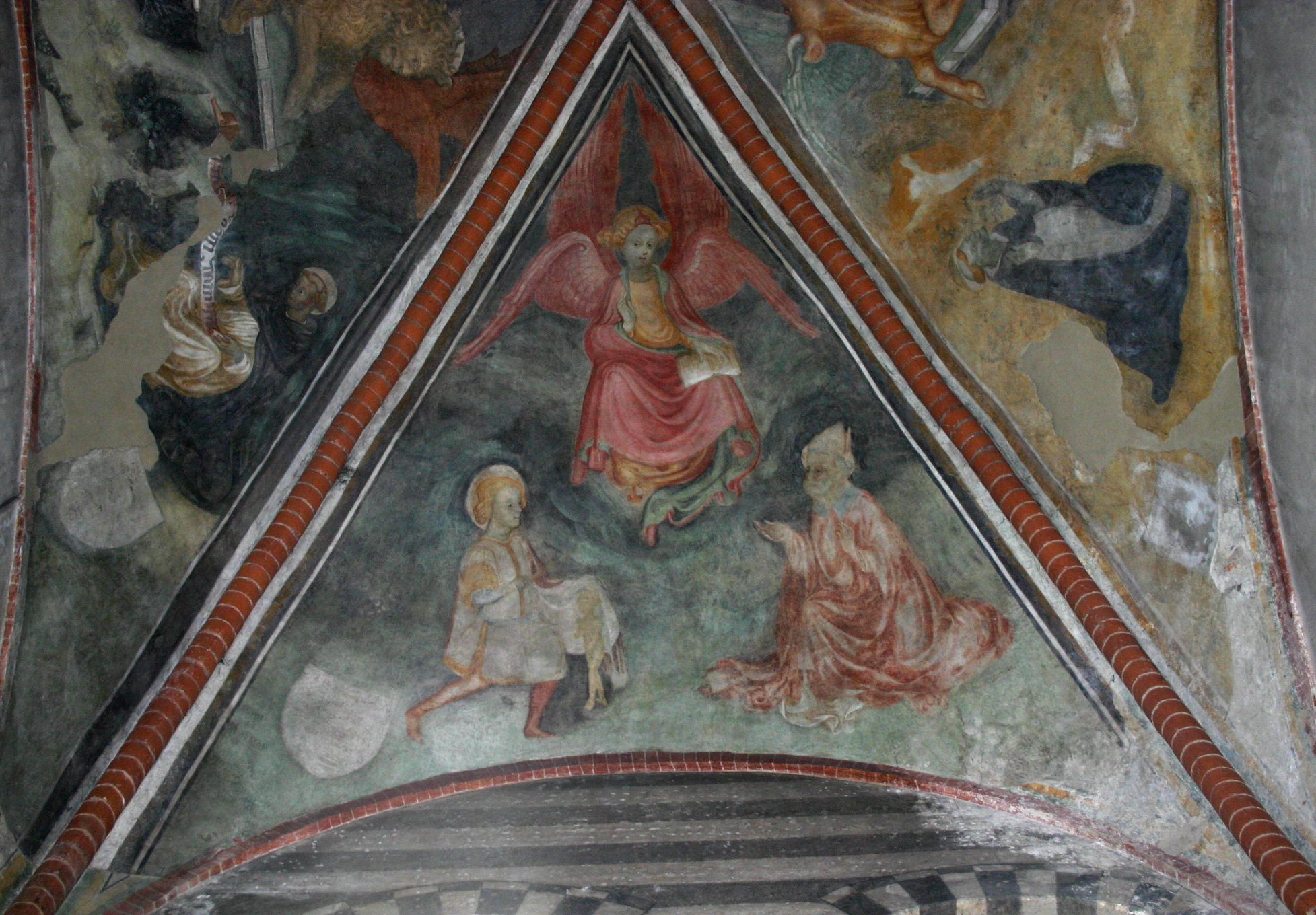
O Evangelista Mateus e dois santos

Michelino da Besozzo (1388 — 1445) foi um pintor e miniaturista italiano. Considerado um dos maiores expoentes e iniciadores do Gótico Internacional, trabalhou principalmente na Lombardia.
Trabalhou nas cidades de Pavia, no Vêneto, Veneza e Milão. Também confeccionou um Livro de Horas, hoje desmembrado nas Bibliotecas de Avinhão e do Louvre.